# الکرفت
الکرفت (انگلیسی: Elecraft) شرکت الکترونیک آمریکایی است، که در سال ۱۹۹۸ تأسیس شد.